# St. Paulusheim
Das St. Paulusheim ist ein privates Gymnasium in Bruchsal in freier Trägerschaft der Schulstiftung der Erzdiözese Freiburg.

## Geschichte

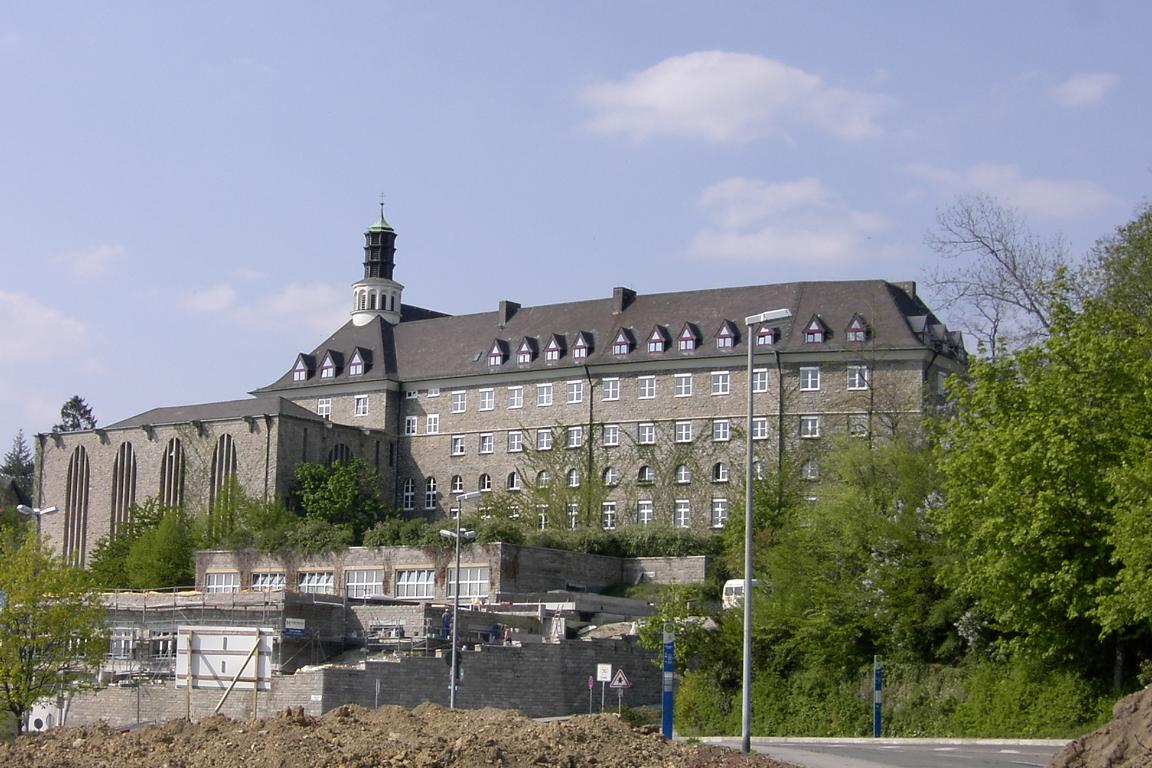
St. Paulusheim aus südöstlicher Richtung, im Vordergrund Baustelle für die neue Sporthalle

Das St. Paulusheim wurde ursprünglich von den deutschsprachigen Pallottinern als Jungeninternat gegründet. Es geht zurück auf ein Internat im italienischen Städtchen Masio bei Alessandria, das die Pallottiner 1915 auf Grund des Ersten Weltkriegs verlassen mussten. Ihr Weg führte in die ehemalige Heimat des Schulleiters nach Bruchsal. Nach einer Übergangsunterkunft in einer Gaststätte konnte 1922 das nach einem Entwurf des Architekten Hans Herkommer erbaute Gebäude auf dem Klosterberg eingeweiht werden.
Während des Zweiten Weltkrieges wurde die Schule von den Nationalsozialisten geschlossen, konnte jedoch als erste Schule Nordbadens den Lehrbetrieb wieder aufnehmen. Auf Grund der mangelnden Nachfrage wurde das Internat in den 1980er Jahren geschlossen, das Gymnasium jedoch weiter ausgebaut. 1974 wurden erstmals Mädchen aufgenommen und seit 1994 können auch evangelische Schüler das Gymnasium besuchen.
Mit dem Schuljahr 2012/2013 wurde ein neusprachliches Profil mit Spanisch und Französisch sowie ein naturwissenschaftliches Profil mit NwT als Kernfach eingeführt. Ab dem Schuljahr 2022/23 gibt es bei den Profilen die Wahlmöglichkeiten  Sprachprofil mit Altgriechisch, Französisch oder Spanisch; Musikprofil oder naturwissenschaftliches Profil mit IMP (Informatik-Mathematik-Physik).
Wie bei allen Schulen der Stiftung ist die Teilnahme am Religionsunterricht in allen Klassenstufen obligatorisch, eine Konfessionszugehörigkeit aber keine Aufnahmevoraussetzung. Mit dem nahe gelegenen Schönborn-Gymnasium kooperiert das St. Paulusheim für den Griechischunterricht sowie einige Kurse der Oberstufe.

## Persönlichkeiten

### Schulleiter
- P. Wendelin Notheisen (1927–1931)
- P. Ludwig Sittenauer (1931–1937)
- P. Karl Probst (1937/1938 kommissarisch)
- P. Heinrich Wohlfahrt (1938–1940)
- P. Hugo Grumer SAC (1940 kommissarisch; 1945–1974)
- P. Otto Grupp SAC (1974–1994)
- P. Waldemar Janzer SAC (1994–2006)
- Gebhard Lipps (2006–2011)
- Paul Christ (2011/2012 kommissarisch)
- Markus Zepp (2012–2025)
- Jörg Hirsch (seit 2025 kommissarisch)[2]

### Ehemalige Schüler
- Hans Bender, Schriftsteller der Nachkriegszeit (1931–1935)
- Bruno Merk, Bayerischer Innenminister 1966–1977 (Abitur 1940)
- Martin Juritsch, Generalrektor der Pallottiner 1983–1992 (Abitur 1949)
- Hans-Peter Becker, Provinzial der deutsch-österreichischen Pallottinerprovinz (Abitur 1981)
- Marc-Patrick Meister, Fußballtrainer (Abitur 2000)
- Andreas Hofmann, Leichtathlet (Abitur 2011)
- Elias Scholtes, Handballspieler 2014–2020 (ohne Abitur)